# 1997 في إسرائيل
فيما يلي قوائم الأحداث التي وقعت خلال عام 1997 في إسرائيل.

## أحداث
- 30 يوليو – تفجيرا سوق ماهاني يهودا 1997

## سياسة

### تعيين في المنصب
- 1 يناير – يعقوب نئمان وزير المالية  [لغات أخرى]‏.
- 12 مايو – نيسان سلوميانسكي عضو الكنيست [الإنجليزية]‏.
- 20 يونيو – بنيامين نتانياهو وزير المالية  [لغات أخرى]‏.
- 9 يوليو – سيلفان شالوم Deputy Minister of Defense ‏.

### انتهاء فترة المنصب
- 9 يوليو – بنيامين نتانياهو وزير المالية  [لغات أخرى]‏.

## مواليد

### مايو
- 12 مايو – أوديا راش

### نوفمبر
- 15 نوفمبر – فيكتور تسيهانكوف

## وفيات

### ديسمبر
- 17 ديسمبر – عوزي ناركيس (مواليد 1925) عسكري إسرائيلي.